# Gorn

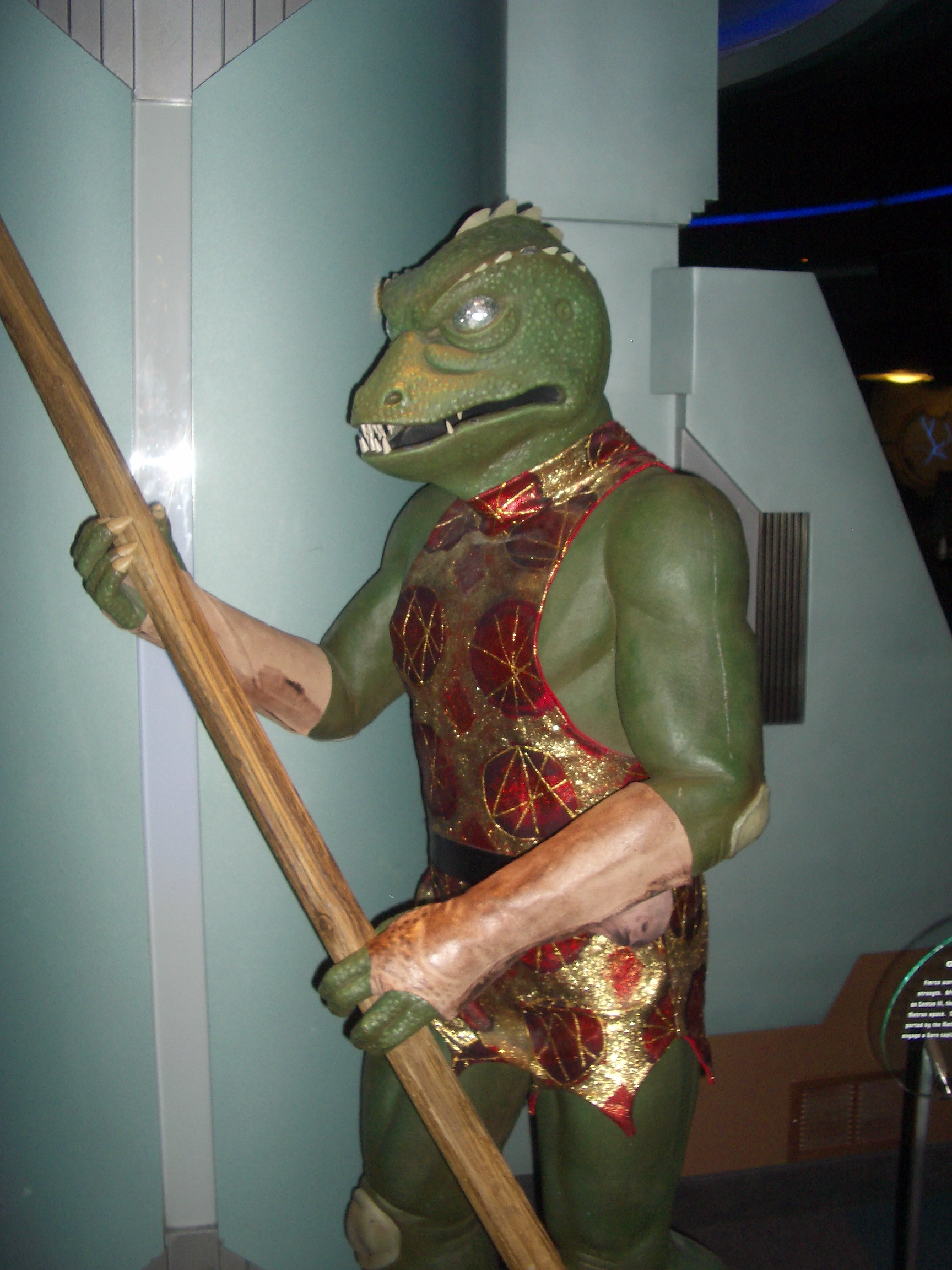
Estátua do comandante Gorn.

Confronto entre o capitão Kirk e o Gorn.

No universo de Star Trek, os Gorn são répteis humanóides oriundos da hegemonia Gorn.
Eles apareceram pela primeira vez no episódio da série original "Arena". O comandante Gorn foi interpretado por Bobby Clark em seu antológico confronto com o capitão James T. Kirk da USS Enterprise.

## História fictícia
Os Gorns contataram o Sindicato Orion em 2154. O nome do seu governo foi estabelecido como Hegemonia Gorn no episódio "Limite" da série Star Trek: Enterprise, apesar de nos jogos Star Trek: Starfleet Command e Star Trek: Starfleet Command II: Empires at War o governo do Gorn ser chamado de Confederação Gorn.
O primeiro encontro entre os Gorns e a Federação foi em Cestus III em 2267, quando um mal-entendido quase levou à guerra (episódio da série original "Arena"). Posteriormente os Gorns filiaram-se à  Federação.

## Repercussão
- O programa de televisão MythBusters testou a arma criada pela capitão Kirk, em "Arena", e chegou à conclusão de que ela não funcionaria fora da ficção. Segundo o site Startrek.com a experiência foi refeita com dados arqueológicos e a viabilidade do canhão foi confirmada.[3]
- Quarenta e seis anos depois do combate entre Kirk e Gorn, o game "Star Trek: The Video Game" revive a luta fictícia da séria clássica para a TV.[4]